# Hércules (football, 2000)
Pereira do Nascimento est un nom portugais ; le premier nom de famille (d'usage facultatif) est Pereira et le second est do Nascimento.
Pour les articles homonymes, voir Hércules et Hercules.
Hércules Pereira do Nascimento, dit Hércules, né le 20 octobre 2000 à Jaicós au Brésil, est un footballeur brésilien évoluant au poste de milieu de terrain au Fluminense FC.

## Biographie
Le parcours de Hércules dans le football débute en 2016 à l'EC São Bernardo, une expérience de huit mois écourtée par le mal du pays. En 2019, il intègre l'équipe U20 de l'AE Tiradentes, puis fait dans ce même club sa première apparition senior le 1er juin lors d'une défaite face à Crato en championnat. La même année, il rejoint l'Atlético Cearense et continue sa progression au sein des équipes de jeunes.
En octobre 2020, il signe en prêt à au Crato EC où il contribue activement à la promotion du club. De retour à l'Atlético Cearense, il s'impose comme un titulaire incontournable, livrant des performances remarquées lors du Championnat du Ceara 2021.
Le 28 mai 2021, il est prêté à Fortaleza et rejoint d'abord l'équipe des moins de 23 ans. Il ne joue pas encore avec l'équipe première, mais ses qualités ne tardent pas à convaincre : en décembre, le club lui offre un contrat permanent jusqu'en décembre 2024.
L'année 2022 est celle de la confirmation. Le 24 février, il fait ses débuts en équipe première avec Fortaleza, participant à une victoire 1-0 face au Pacajus EC. Une semaine plus tard, le 3 mars, il inscrit son premier but en professionnel contre ce même adversaire, contribuant à une large victoire 5-0. Le 10 avril, il fait ses débuts face à Cuiabá en Série A, le championnat brésilien.
Le 20 décembre 2024, le Fluminense FC officialise l'arrivée d'Hércules. Le 18 mai suivant, il marque son premier but sous ses nouvelles couleurs, arrachant le match nul face à l'EC Juventude.
Lors de la Coupe du monde des clubs de la FIFA 2025. il se distingue sur la scène internationale en marquant un but lors de la victoire 2-0 contre l'Inter Milan en huitièmes de finale. Il récidive en quart de finale, inscrivant le but décisif d'une victoire 2-1 face à Al-Hilal.

## Palmarès
| Fortaleza EC - Copa do Nordeste (2) : - Vainqueur en 2022 et en 2024 - Championnat du Ceará (2) : - Vainqueur en 2022 et en 2023 - Finaliste en 2024 - Copa Sudamericana - Finaliste en 2023 |  | Fluminense FC - Championnat de Rio de Janeiro : - Finaliste en 2025. |